# Seldżukidzi
Seldżukidzi (albo Seldżucy, od Seldżuk – arab. السلاجقة, tur. Selçuk, pers. سلجوقیان) – dynastia panująca w różnych krajach Azji Zachodniej w okresie od XI do XIV wieku.

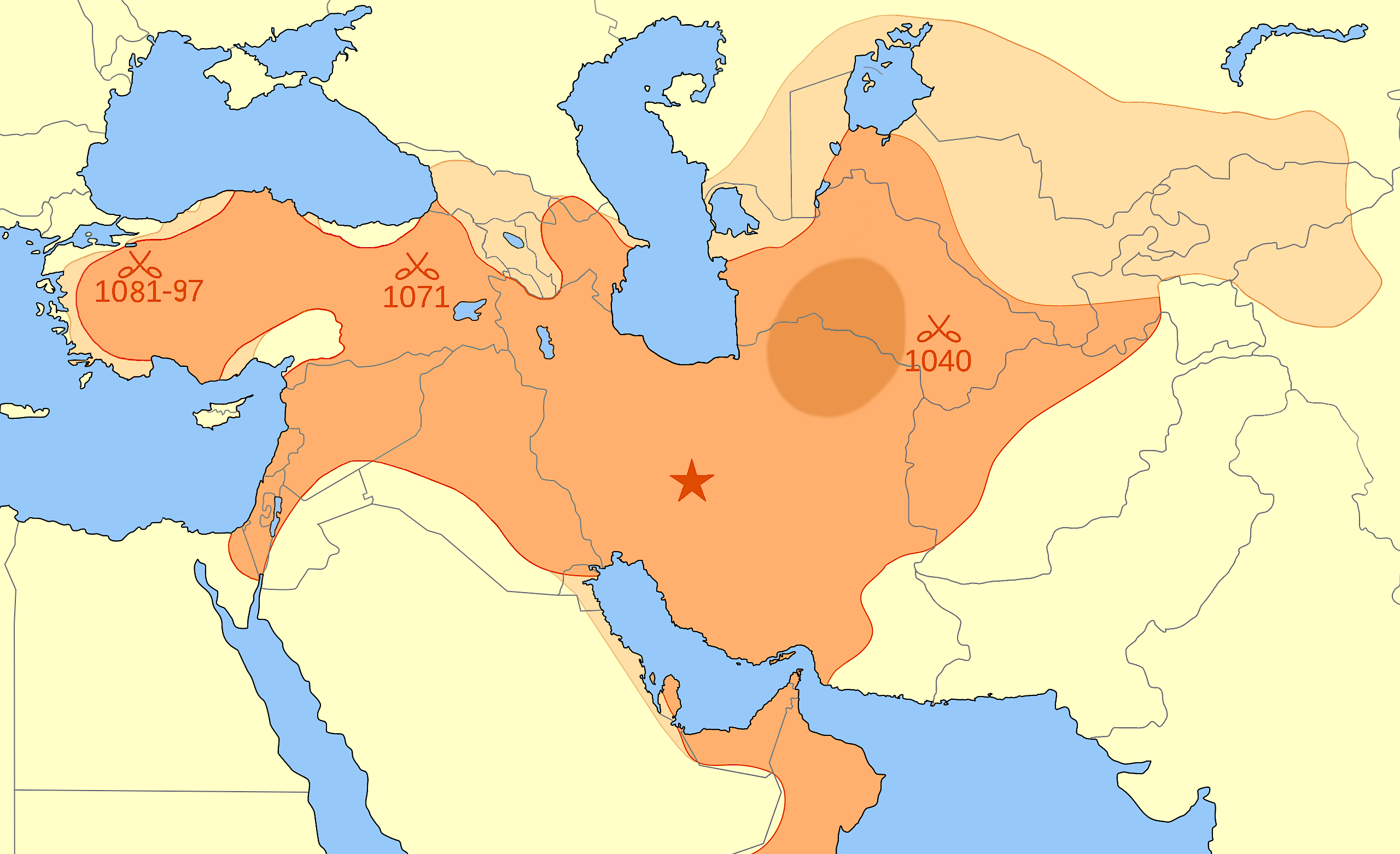
Obszar państw Seldżukidów w 1092

Seldżuk, eponimiczny protoplasta Seldżukidów, był pod koniec X wieku dowódcą wojskowym (sübaši) u władcy (jabgu) Oguzów (w tym okresie zaczęli też być nazywani Turkmenami). Wszedł on z nim w konflikt, w związku z czym około 985 musiał odłączyć się od plemienia. On i jego zwolennicy, a także inni tureccy koczownicy, którzy stopniowo się do niego przyłączali, zaczęli być nazywani od imienia przywódcy Seldżukami. Określenie „Turcy  seldżuccy” oznacza więc nie tyle grupę etniczną, co tych Turków (a w większości Turkmenów), którzy znajdowali się pod władzą rodu wywodzącego się od Seldżuka, to jest Seldżukidów. W źródłach pisanych Seldżuk pojawia się po raz pierwszy w 992, kiedy to ze swoimi ludźmi miał wspomagać Samanidów w nieudanej obronie Buchary przed Hasan Bughra-chanem. Wtedy także Seldżucy mieli przejść na islam.
Początkowo oferowali swoje usługi różnym władcom Azji Środkowej jako wojownicy, starając się znaleźć bezpieczne tereny do koczowania, ciągle naciskani przez innych Oguzów i Karachanidów. Po zwycięstwie nad Ghaznawidami pod Dandankanem w 1040 udało im się jednak utworzyć własne państwo. W 1055 zajęli Bagdad, a ich najwybitniejszy przywódca, wnuk Seldżuka Toghril Beg, otrzymał od kalifa tytuł sułtana, tym samym zakładając dynastię Wielkich Seldżuków.
Państwo rządzone przez Wielkich Seldżuków nie było scentralizowane, lecz stanowiło luźny zbiór krajów rządzonych przez poszczególnych członków rodu Seldżuka, a także innych wodzów i gubernatorów, w różnym stopniu uznających podległość władzy centralnej. Od 1041 Kermanem rządzili Seldżukidzi Kermańscy – dynastia wywodząca się od Kawurta, syna Czaghri Bega, brata Toghrila. Po bitwie pod Manzikertem w 1071 Seldżucy zajęli Anatolię, a bratanek Toghrila Sulajman Ibn Kutulmisz ustanowił tam niezależną dynastię rządzącą sułtanatem Rum. Od momentu podbicia przez Wielkich Seldżuków Syrii w 1078, rządzili w niej Seldżukidzi Syryjscy – dynastia wywodząca się od Tutusza, brata sułtana Malekszaha, wnuka Czaghriego. Z kolei w 1118 w państwie Wielkich Seldżuków wyodrębniła się dynastia rządząca Irakiem, której pierwszym przedstawicielem był Mahmud, wnuk Malekszaha. W 1117 został zamordowany nieletni wnuk Tutusza, ostatni Seldżukida panujący w Syrii. Ostatnim Wielkim Seldżukiem był Ahmad Sandżar, który zmarł w 1157. Po jego śmierci państwo rozpadło się. Seldżucy rządzili w Kermanie do 1187, kiedy zostali obaleni przez najazd Oguzów, a w Iraku do 1194, kiedy ostatni sułtan, Toghril III, został pokonany i zabity przez Chorezmszaha. Najdłużej Seldżukidzi rządzili w Anatolii – tamtejsza dynastia wygasła dopiero w 1307.
Ekspansja Turków  seldżuckich na teren Ziemi Świętej i zdobycie przez nich Jerozolimy w 1072 były bezpośrednią przyczyną wypraw krzyżowych.